# Daniel Lazarus
Pour les articles homonymes, voir Lazarus.
Daniel Lazarus est un compositeur, pianiste et chef d'orchestre français né le 13 décembre 1898 dans le 9e arrondissement de Paris et mort le 27 juin 1964 à Créteil.

## Biographie
Daniel Lazarus naît le 13 décembre 1898 à Paris (9e arrondissement),,.
Il étudie au Conservatoire de Paris, où il obtient un premier prix de piano en 1915 dans la classe de Louis Diémer,. Au sein de l'établissement, il est aussi élève de Xavier Leroux et travaille la composition avec Paul Vidal,,.
Comme pianiste, il se produit en soliste sous la direction de Walther Straram, Franz von Hoesslin et Jaap Spaanderman, notamment.
Entre 1921 et 1925, Daniel Lazarus est chef d'orchestre au théâtre du Vieux-Colombier. Il est ensuite directeur artistique de l'Opéra-Comique entre 1936 et 1939, chef de chœur à l'Opéra de Paris de 1946 à 1956, puis professeur à la Schola Cantorum de Paris à partir de 1956,.
Marié en premières noces avec Ariadna Scriabina, fille du compositeur Alexandre Scriabine, il épouse en secondes noces Denise Alphandéry. 
Lazarus participe à la création du syndicat CGT des auteurs littéraires, dramatiques et musicaux, et supervise l'illustration musicale des représentations en 1936 au théâtre de l'Alhambra du 14 juillet de Romain Rolland — sous l'égide des organisations culturelles du Front populaire —, pour lequel il compose le Finale de la musique de scène. Comme critique musical, il écrit dans Europe, Commune, L'Humanité et Ce Soir.
Résistant pendant la Seconde Guerre mondiale, Daniel Lazarus fait partie du cabinet de René Capitant de 1944 à 1946. Investi dans la popularisation de la musique, outre ses activités d'enseignement, il produit des émissions radiophoniques et écrit Accès à la musique (Paris, Les Éditeurs français réunis, 1960),,.
Comme compositeur, il est notamment l'auteur de deux symphonies, quatre opéras, trois ballets et des musiques de scène,.
Daniel Lazarus meurt le 27 juin 1964 à Créteil.

## Œuvres
Parmi ses œuvres, figurent,, :

### Pour la scène

#### Opéras
- L'Illustre magicien, drame musical, d'après Gobineau (1924, créé en 1937 à Paris) ;
- La Véritable histoire de Wilhelm Meister (1927) ;
- Trumpeldor, épopée lyrique en trois actes (1935, créé à Paris le 30 avril 1946), qui célèbre Joseph Trumpeldor, pionnier du sionisme ;
- La Chambre bleue, comédie musicale, livret d'Henry Prunières d'après Prosper Mérimée (1938, créé à l'Opéra-Comique, salle Favart, le 20 mai 1938).

#### Ballets
- Zaos et les nymphes (Paris, 1920) ;
- Krischna (Bordeaux, 1921) ;
- Le Roseau (Paris, 15 novembre 1924).

### Musique pour orchestre
- Fantaisie pour violoncelle et orchestre ;
- Poème symphonique ;
- Concerto pour piano (1929) ;
- Symphonie avec hymne, en cinq parties, pour chœur et orchestre, qui illustre la destinée du peuple juif (1934) ;
- une autre symphonie ;
- Carnaval héroïque, rythmes de guerre : 13 pièces pour piano transcrites pour petit orchestre, dont Lendemains qui chantent, Stalingrad, Stalag (création en mai 1944 à Alger)[1].

### Autres
- de la musique de chambre ;
- des pièces pour piano ;
- des mélodies.